# John Adams Dix
John Adams Dix foi um militar, político e advogado que serviu como senador, Governador do Estado de Nova Iorque e Secretário do Tesouro dos Estados Unidos.

## Carreira

### Senador dos EUA
Dix foi eleito democrata para o Senado dos Estados Unidos para preencher a vaga causada pela renúncia de Silas Wright Jr. e ocupou o cargo de 1845 a 1849. Em novembro de 1848, ele foi o candidato de Barnburner / Free-Soil para governador de Nova York, mas foi derrotado por Whig Hamilton Fish. Em fevereiro de 1849, ele concorreu à reeleição para o Senado dos Estados Unidos como candidato dos Barnburners, mas a maioria Whig do Legislativo Estadual elegeu William H. Seward.

### Presidente da ferrovia e chefe dos correios
Em 1853, Dix foi presidente da Ferrovia do Mississippi e Missouri. Ele foi nomeado chefe dos correios da cidade de Nova York e serviu de 1860 a 1861.
Além de seus deveres militares e públicos, Dix foi o presidente da Union Pacific de 1863 a 1868 durante a construção da Primeira ferrovia transcontinental. Ele foi a figura de proa do barão ferroviário Thomas C. Durant, em ambas as presidências ferroviárias. Ele também foi brevemente presidente da Erie Railroad em 1872.

### Serviço na Guerra Civil
Dix foi nomeado Secretário do Tesouro dos Estados Unidos pelo presidente James Buchanan em janeiro de 1861 para o restante do mandato do presidente pato manco, terminando em 4 de março. Com a eclosão da Guerra Civil, ele enviou um telegrama aos agentes do Tesouro em Nova Orleans ordenando que: "Se alguém tentar derrubar a bandeira americana, atire nele no local". Embora o telegrama tenha sido interceptado pelos confederados e nunca tenha sido entregue aos agentes do Tesouro, o texto chegou à imprensa e Dix se tornou um dos primeiros heróis do Norte durante a Guerra Civil. O ditado é encontrado em muitos tokens da Guerra Civil cunhados durante a guerra, embora o texto seja ligeiramente modificado.

#### Major-general
No início da Guerra Civil Americana, Dix foi nomeado major-general da Milícia de Nova York. Com George Opdyke e Richard Milford Blatchford, ele formou o Comitê de Defesa da União, com poderes do presidente Abraham Lincoln para gastar dinheiro público durante o levantamento e equipamento inicial do Exército da União. Ele se juntou ao Exército da União como o major-general de voluntários de mais alto escalão durante a guerra, a partir de 16 de maio de 1861; também nomeados naquele dia foram Nathaniel P. Banks e Benjamin Franklin Butler, mas o nome de Dix apareceu em primeiro lugar na lista de promoção, o que significa que ele tinha antiguidade sobre todos os principais generais de voluntários. No verão de 1861, ele comandou o Departamento de Maryland e o Departamento da Pensilvânia. Sua importância no início da Guerra Civil foi prender seis membros da Assembleia Geral de Maryland e, assim, impedir que a legislatura se reunisse. Isso impediu que Maryland se separasse e lhe rendeu a gratidão do presidente Lincoln. Naquele inverno, ele comandou uma organização regional conhecida como "Comando de Dix" dentro do Departamento do Potomac do major-general George B. McClellan. Dix comandou o Departamento da Virgínia de junho de 1862 a julho de 1863, e o Departamento do Leste de julho de 1863 a abril de 1865.
Em 22 de julho de 1862, Dix e o major-general confederado Daniel Harvey Hill concluíram um acordo para a troca geral de prisioneiros entre os exércitos da União e da Confederação.  Este acordo ficou conhecido como o Cartel Dix-Hill. Estabeleceu uma escala de equivalentes, onde um oficial seria trocado por um número fixo de homens alistados, e também permitiu a liberdade condicional de prisioneiros, que se comprometeriam a não servir em uma capacidade militar até que fossem oficialmente trocados. (O cartel funcionou bem por alguns meses, mas quebrou quando os confederados insistiram em tratar os prisioneiros negros como escravos fugitivos e devolvê-los aos seus proprietários anteriores.) Em 10 de outubro de 1862, o secretário da Marinha de Lincoln, Gideon Welles, escreveu que "existia um esquema de licenças, favores especiais, agentes do Tesouro e administração imprópria" e foi organizado pelo secretário do Tesouro Salmon P. Chase para o general John A. Dix. O motivo de Chase parecia ser para influência política e não para ganho financeiro. Dix foi considerado velho demais para o comando de campo. Alguns acreditam que sua contribuição mais distinta para a guerra foi a supressão dos motins de recrutamento da cidade de Nova York em julho de 1863, embora os tumultos já tivessem diminuído quando ele substituiu o general John E. Wool. Ele também atuou na defesa de Suffolk, que fazia parte de seu departamento. Ele serviu como presidente temporário da Convenção da União Nacional de 1866.

### Carreira posterior
Ele foi ministro dos Estados Unidos na França de 1866 a 1869. Ele foi governador de Nova York de 1873 a 1874, eleito na chapa republicana em novembro de 1872, mas foi derrotado para a reeleição por Samuel J. Tilden em novembro de 1874. Ele sofreu outra derrota quando concorreu ao prefeito da cidade de Nova York em 1876.